# V834 Tauri
V834 Tauri eller HD 29697, är en ensam stjärna belägen i den mellersta delen av stjärnbilden Oxen. Den har en genomsnittlig skenbar magnitud av ca 8 och kräver en kraftig handkikare eller ett mindre teleskop för att kunna observeras. Baserat på parallaxmätning inom Hipparcosuppdraget på ca 75,82 mas, beräknas den befinna sig på ett avstånd på ca 43 ljusår (13,2 parsek) från solen. Den rör sig bort från solen med en heliocentrisk radialhastighet på ca 11 km/s.

## Egenskaper
V834 Tauri är en orange till gul stjärna i huvudserien av spektralklass K3 V. Den har en massa som är lika med ca 0,75 solmassa, en radie som är ca 0,67 solradie och utsänder energi från dess fotosfär motsvarande ca 0,15 gånger solen vid en effektiv temperatur av ca 4 500 K.

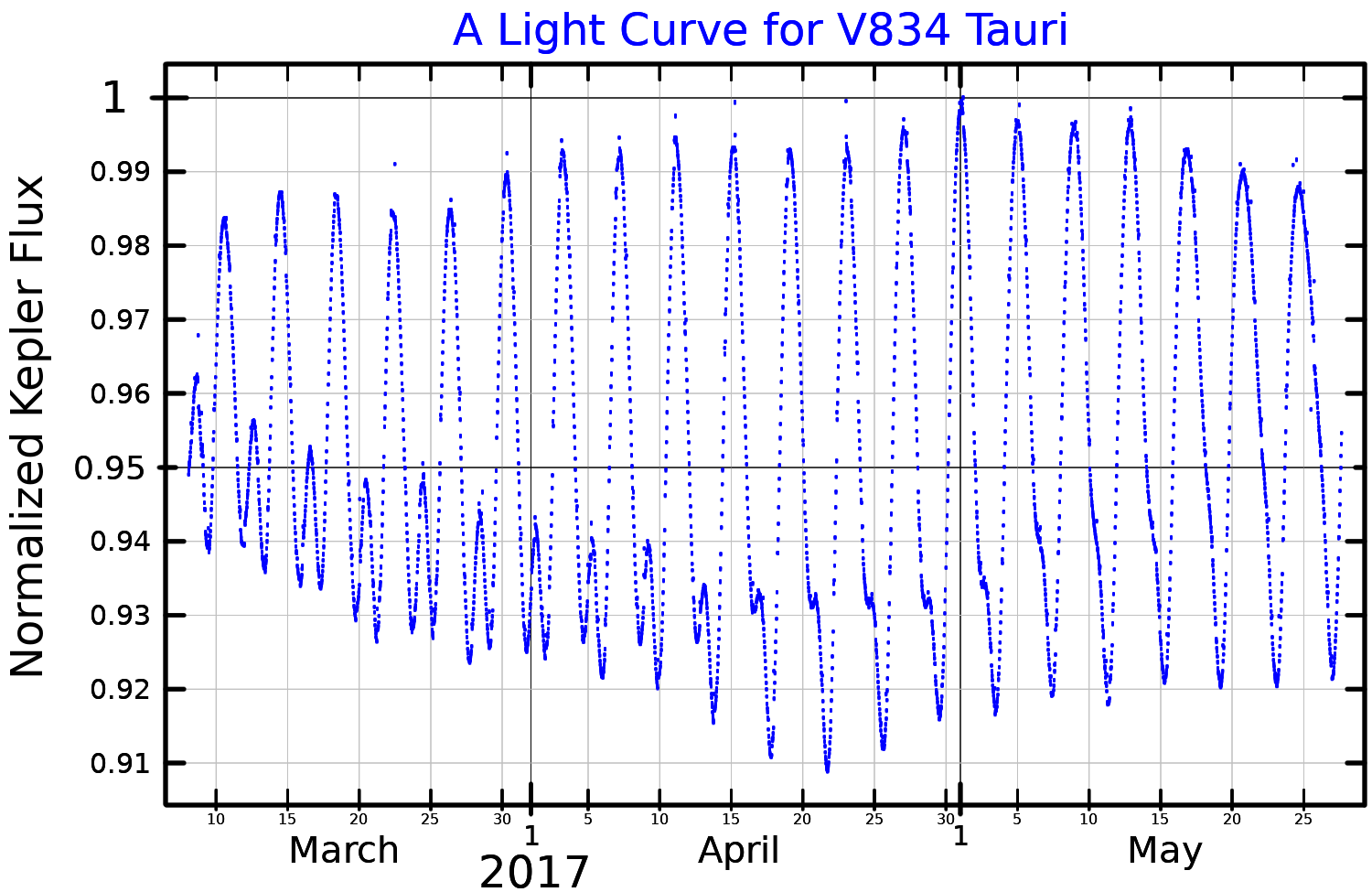
Ljuskurva för V834 Tauri, plottad från Kepler-data.

V834 Tauri är en variabel stjärna av BY Draconis-typ. Den har en skenbar magnitud som varierar mellan 7,94 och 8,33. Stjärnan har undersökts med hjälp av Spitzer Space Telescope för indikationer på en omgivande stoftskiva, men ingen statistiskt signifikant överskott av infraröd strålning upptäcktes.